# Freydís
Freydís je ženské Norské křestní jméno germánského původu. Pochází ze starogermánských slov frauja, fraujôn či frauja "pán, mistr" a dís "dáma", "žena", "kněžka".

## Známé nositelky
- Frøydis Alvær
- Frøydis Armand
- Frøydis Arnesen
- Freydís Eiríksdotter - dcera Erika Rudého
- Freydis Halla Einarsdóttir
- Frøydis Grorud - norská saxofonistka
- Frøydis Haavardsholm - norská ilustrátorka
- Frøydis Hertzberg - norská filoložka
- Yrsa Freydís Kristofersdóttir
- Frøydis Langmark
- Frøydis Ree Wekre - norská muzikantka
- Freydís Vigfúsdóttir - islandská socioložka